# Margriet Zegers
Pour les articles homonymes, voir Zegers.
Inge Margriet Zegers (née le 29 avril 1954 à Heerenveen) est une joueuse de hockey sur gazon néerlandaise, sélectionnée en équipe des Pays-Bas de hockey sur gazon féminin à 55 reprises. 
Elle est sacrée championne olympique en 1984 à Los Angeles. Elle est aussi championne du monde en 1983, vice-championne du monde en 1981 et championne d'Europe en 1984.